# 信 (小說)
《信》是日本作家東野圭吾的長篇小說。於「每日新聞」週日版連載，並在2003年出版單行本，2005年「文藝春秋」發行文庫版。
《信》的主軸不在於找出凶手或動機，犯罪的過程更是在書籍一開頭明明白白完整的呈現給讀者，本書主軸重在描寫直貴在哥哥犯罪之後的生活歷程，與收的哥哥來信之後的心境變化。
2006年由當紅小生山田孝之飾演武島直貴在日本上映。

## 出版書籍
| 出版社     | 出版日期       | 格式   | 頁數  | ISBN/EAN               | 譯者   |
| ---------- | -------------- | ------ | ----- | ---------------------- | ------ |
| 每日新聞社 | 2003年3月1日   | 單行本 | 357頁 | ISBN 978-4-62-010667-0 | 不適用 |
| 文藝春秋   | 2006年10月1日  | 文庫本 | 428頁 | ISBN 978-4-16-711011-6 | 不適用 |
| JBOOK      | 2006年10月     | 平裝書 | 288頁 | ISBN 978-974-996-667-9 |        |
| RH Korea   | 2006年11月27日 | 平裝書 | 416頁 | ISBN 978-892-550344-8  |        |
| 獨步文化   | 2007年8月8日   | 平裝書 | 384頁 | ISBN 978-986-695-471-9 | 張智淵 |
| 獨步文化   | 2009年3月3日   | 平裝書 | 384頁 | EAN 4717702064525      | 張智淵 |
| 譯林出版社 | 2009年8月1日   | 平裝書 | 266頁 | ISBN 978-754-470854-8  | 趙江   |

## 書籍評價
- 2003年 第129回 「直木三十五獎」　候補
- 2004年 「這本推理小說真厲害！」　第56名[1]

## 故事簡介
武島剛志為了讓高中三年級的弟弟直貴能夠安心上大學，侵入緒方家進行竊盜，卻失手殺死了家宅的主人。之後剛志入監服刑，因此直貴被他人貼上「強盜殺人犯之弟」的標籤，處處受到歧視。在獄中的剛志每個月固定給直貴寫一封信關懷弟弟，然而直貴在就業上、戀愛上亦或追求夢想，最終都因「強盜殺人犯之弟」的標籤而破滅，直貴對於「信」的心情也越來越複雜。在獲得啟發後，終於作出了人生的選擇。也因為直貴殘酷的告白，兄弟二人終於明白這些信真正的意義。

## 登場人物
武島 剛志（Takeshima Takeshi）
幫緒方忠夫搬家因而得知緒方老太太生活優渥，后来腰部受伤找不到工作缺钱，竊盜時卻被老太太绪方敏江发现，为阻止老太太报警，用螺丝刀杀了老太太。
因強盜殺人罪入獄服刑，原本被判无期徒刑，后来国家指定律师为其辩护减刑，判处有期徒刑15年。多年來持續不斷每個月給弟弟和绪方忠夫寫一封信。
武島 直貴（Takeshima Naoki）
高中3年級的時候因哥哥剛志犯罪，無家計主要來源而放棄上大學讀書，以高中學歷找工作維持生計。后来参加函授教育上大学。
緒方（Ogata）
被害者。年輕時經營緒方商行，晚年獨居、握有龐大資產。
緒方 忠夫（Ogata Tadao）
被害者緒方老太太的長子。
白石 由實子（Shiraishi Yumiko）
在汽车公司的水泵生产一课三班工作，對直貴有好感，經常主動接近他。后来与武岛直贵结婚。
中条 朝美（Nakajou Asami）
直貴的女朋友，大學生、富家千金。朝美与直贵在直贵家吃广岛锅贴时，邮递员送信时暴露了武岛刚志的存在(之前骗朝美是独生子),后来朝美与武岛直贵分手。
中条（Nakajou）
中条 京子（Nakajou Ruuko）
中条先生是朝美的父親、大型醫療儀器公司的高層主管。京子是朝美的母親。
嘉島 孝文（Kashima Takafumi）
中条朝美的表哥、未婚夫。在中条先生的医疗仪器公司任职。
梅村（Umemura）
武島直貴的高中班主任。
寺尾 祐輔（Terao Yusuke）
直貴大學函授教育的同班同學，稱讚直貴的好嗓音並邀請他加入業餘樂團。
福本（Fukumoto）
直貴的高中畢業後緊接著就職，廢品回收加工廠的社長。
倉田（Kurata）
直貴在廢品回收加工廠工作時，住在同一房間的派遣約聘員工，武岛直贵曾与他打架，影響直貴接受大學函授教育的契機。
立野（Tachino）
廢品回收加工廠的員工。
平野（Hirano）
新星電機的社長，直貴大學畢業後在新星電機就業。
町谷（Machiya）
新星電機的員工。同住在公司的職員宿舍，比直貴早一年的前輩。由于直贵指责町谷半夜在公司宿舍后扔垃圾，町谷不高兴，把直贵的哥哥刚志是强盗杀人犯的事传遍了新星电机。

## 電影
於2006年改編為電影，日本票房約12億日圓。
台灣於2007年上映，首周票房新台幣11萬元。

### 主演
- 武島直貴 - 山田孝之
- 武島剛志 - 玉山鐵二
- 白石由美子 - 澤尻英龍華
- 中条朝美 - 吹石一惠
- 寺尾祐輔 - 尾上寬之（日语：尾上寛之）
- 倉田 - 田中要次（日语：田中要次）
- 緒方忠夫 - 吹越滿
- 中條（朝美之父）- 風間杜夫
- 平野（電器店會長）- 杉浦直樹

### 音樂
- 主題曲：高橋瞳「コ・モ・レ・ビ」
- 插曲：小田和正「言葉にできない」

### 電影相關
2006年11月學研會社出版電影寫真書，書名同樣為《手紙》，ISBN 9784054032491。
目錄：
- SPECIAL INTERVIEW　來自東野圭吾的「信」
- SPECIAL TALK　山田孝之×玉山鐵二×澤尻英龍華
- PHOTO STORY
- 登場人物介紹
- CAST INTERVIEW
- STAFF INTERVIEW
- 攝影日誌—信的43天
- MAKING SHOT
- ARTIST INTERVIEW
- 特別企劃1 滑稽故事劇本－Teratake的秘密材料記錄本
- 東野圭吾全作品資料集
- 不能忘記的「信」
- 特別企劃2 官方書限定明信片

## 舞台劇
由菱田信也改編劇本、擔任導演，將《信》舞台劇化。2008年4月分別在東京、大阪、名古屋有數場公演。

### 主演
- 武島剛志：進藤學（日语：進藤学）
- 武島直貴：相葉弘樹
- 白石由實子：富田麻帆

## 電視劇
《東野圭吾 信》，為2018年12月19日晚間21:00～23:09於東京電視台播出的特別單元劇。由龜梨和也主演。

### 登場人物
- 武島直貴 - 龜梨和也（主演）
- 白石由實子 - 本田翼
- 武島剛志 - 佐藤隆太
- 中条朝美 - 廣瀨愛麗絲
- 嘉島孝文 - 中村倫也
- 町谷健二 - 真島秀和
- 寺尾祐輔 - 高橋努
- 中条京子 - 西田尚美
- 居酒屋店長 - 渡邊一惠
- 緒方忠夫 - 田中哲司
- 緒方敏江 ‐ 白川和子
- 中条浩臣 - 榎木孝明（日语：榎木孝明）
- 平野宗一郎 - 小日向文世